# 维卢布勒姆
维卢布勒姆（坦米爾語：[ʋiɻɯppɯɾam] ⓘ），是印度泰米尔纳德邦维卢布勒姆县的一个城镇。总人口95439（2001年）。

## 人口
该地2001年总人口95439人，其中男性48150人，女性47289人；0—6岁人口9895人，其中男5090人，女4805人；识字率78.53%，其中男性为83.60%，女性为73.36%。